# Judyta i Holofernes (obraz Goi)
Judyta i Holofernes (hiszp. Judith y Holofernes) – obraz hiszpańskiego malarza Francisca Goi.

## Okoliczności powstania
To dzieło należy do cyklu 14 czarnych obrazów – malowideł wykonanych przez Goyę na ścianach jego domu Quinta del Sordo w latach 1819–23. Zostały one sfotografowane przez Jeana Laurenta, a następnie przeniesione na płótna w latach 1874–78 przez malarza Salvadora Martíneza Cubellsa. Obecnie znajdują się w zbiorach Muzeum Prado. Goya wykonał ten szczególny cykl obrazów na kilka lat przed śmiercią. Wyrażają one jego lęk przed starością i samotnością, są również satyrą rodzaju ludzkiego i państwa hiszpańskiego.

## Analiza
Obraz odnosi się do biblijnej historii Judyty i Holofernesa. Judyta, młoda izraelicka wdowa, znajduje się w oblężonym przez Asyryjczyków mieście. Zaprasza asyryjskiego wodza Holofernesa na ucztę, na której upija go i uwodzi, a kiedy mężczyzna śpi, ucina mu głowę. W ten sposób Goya ukazuje władzę kobiety nad mężczyzną. Nawiązuje również do swojego związku z młodszą Leocadią Weiss. Naprzeciwko tego obrazu namalowany został portret Leokadii stojącej obok grobu (w domyśle grobu Goi). Istotne jest również zestawienie dzieła z mitologiczną sceną Saturna pożerającego własne dzieci – te obrazy znajdowały się obok siebie na parterze domu Goi (Quinta del Sordo), który służył artyście jako jadalnia. Te dwa obrazy eksponują okaleczone ciało człowieka.
Światło jest skupione na twarzy i „sprawczym” ramieniu Judyty, co przypomina nocną scenę teatralną, którą oświetla pochodnia. W cieniu pozostaje postać służącej, która wydaje się błagać lub modlić. Sam Holofernes pozostaje poza kadrem, oryginalna kompozycja skupia się w pełni na Judycie.
Paleta użytych kolorów jest bardzo ograniczona. Goya użył czerni, ochry i gdzieniegdzie czerwieni nakładanych energicznymi pociągnięciami pędzla. To dzieło, podobnie jak cała seria czarnych obrazów, zawiera elementy właściwe dla XX-wiecznego ekspresjonizmu.